# Giuseppe Vasi

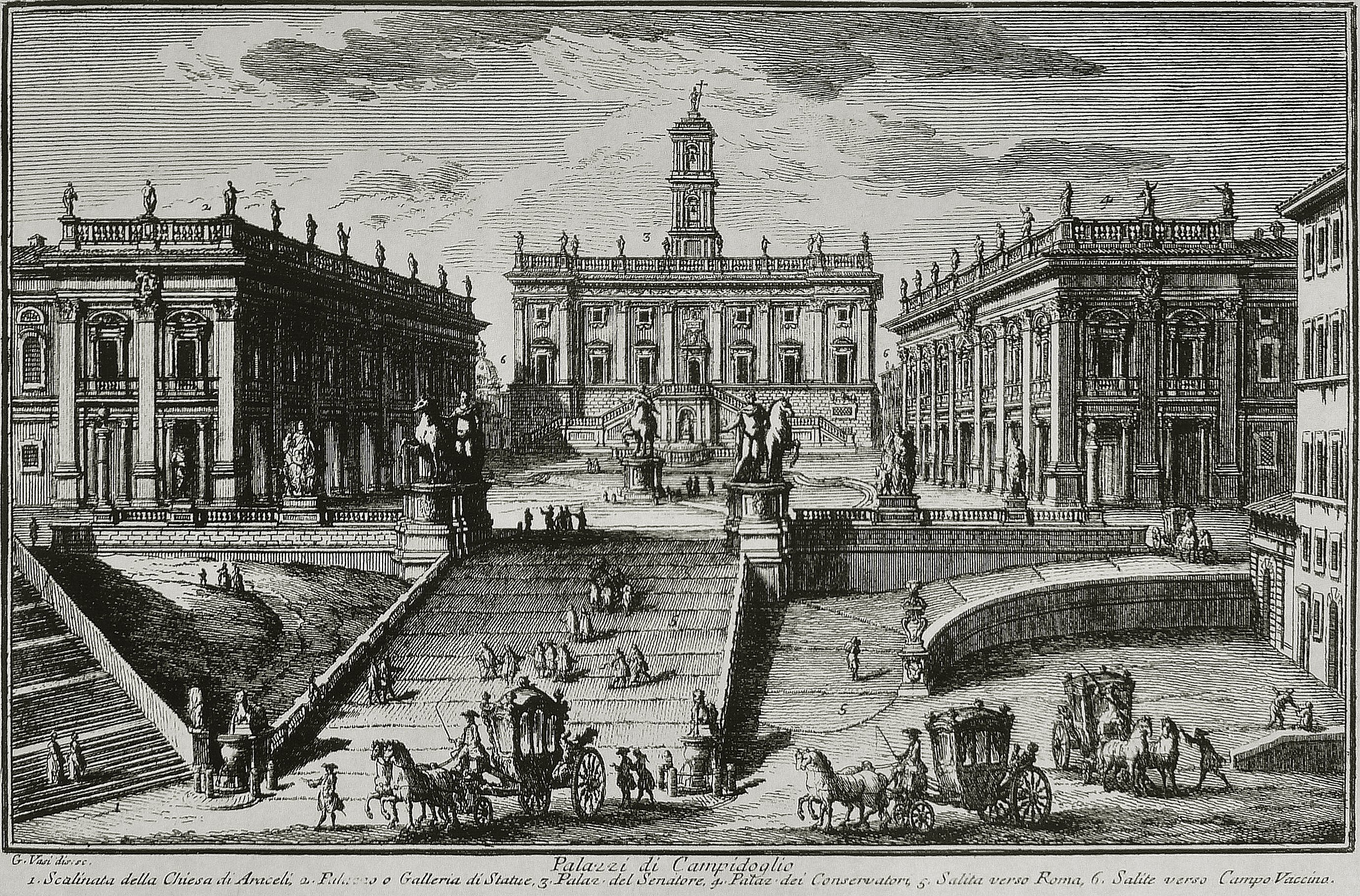
Praça do Campidoglio.

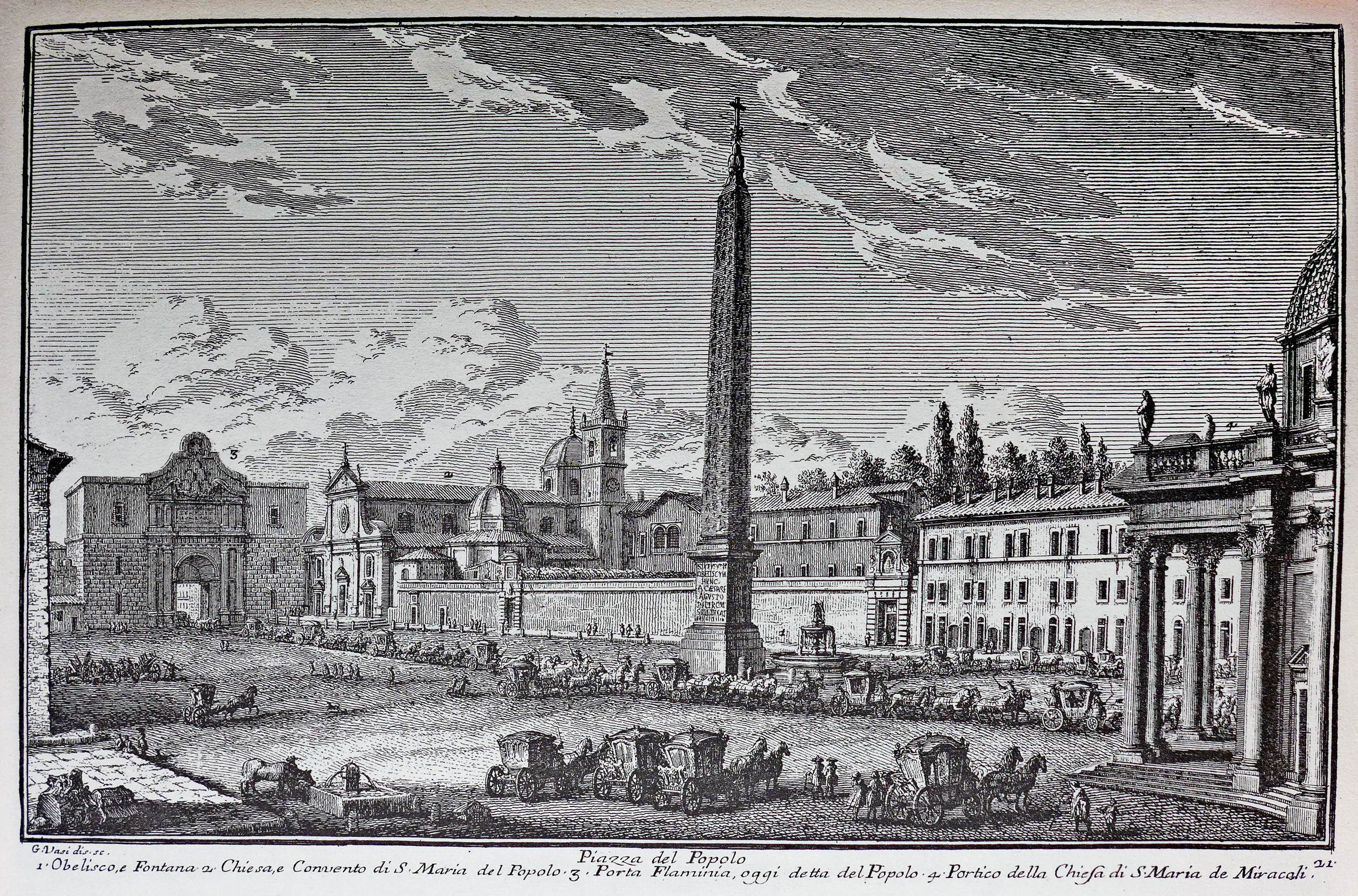
Piazza del Popolo.

Giuseppe Vasi (27 de agosto de 1710 – 16 de abril de 1782) foi um gravador e arquiteto italiano, conhecido principalmente por suas vedute ("vistas").

## Biografia
Giuseppe nasaceu em Corleone, na Sicília, e mudou-se depois para Roma, por volta de 1736; Depois de um período intenso de visitas e estudos, Vasi começou a trabalhar em suas gravuras na Calcografia Camerale, a principal instituição pública romana dedicada à gravura e à água-forte, fundada alguns anos antes pelo papa Clemente XII. Suas vistas para a Calcografia incluem panoramas da Fonte de Trevi e da Escadaria da Praça da Espanha.
Depois, Vasi começou a trabalhar em suas próprias obras, produzindo e vendendo séries de suas próprias vedute para um público composto principalmente por ricos viajantes se aventurando pelo Grand Tour. A primeira destas séries foi "Vedute di Roma sul Tevere" ("Vistas de Roma a partir do Tibre"), de cerca de 1743, depois adaptada para ser incluída na "Magnificenze di Roma antica e moderna". Nesta época, Vasi também abrigou em sua oficina, por um curto período de tempo, o jovem Giovanni Battista Piranesi, seu maior pupilo, que desenvolveu ali sua técnica na gravação.
Entre 1747 e 1761, Vasi publicou uma série de dez volumes, incluindo cerca de 240 gravuras com vedute de Roma. Ele também criou quinze gravuras em tablete de cenas de óperas projetadas por Vincenzo Re, algumas das quais hoje parte da coleção do Victoria and Albert Museum de Londres.
Vasi teve um importante papel como cartógrafo e escritor também. Como cartógrafo, sua obra principal é o mapa gigante de Roma, publicado no início da década de 1760, mas concebido pelo menos vinte anos antes; como autor, escreveu nove dos dez livros da "Magnificenze" (volumes II até o X) e o "Itinerario Istruttivo". Esta, publicada pela primeira vez na década de 1760 também, se tornou um dos maiores sucessos do tipo: traduzida para o francês e depois para o inglês, foi re-editada, modificada e republicada até meados do século XVIII.

## Estado da arte
A fama de Vasi perdurou até a década de 1760, quando Piranesi definitivamente tomou seu lugar ao tornar obsoleto e fora de moda o estilo do antigo mestre. Por mais de 200 anos, Vasi foi esquecido e suas vistas só foram consideradas por suas qualidades topográficas e documentais. Esta situação mudou a partir de 1981 graças a uma monografia de Luisa Scalabroni. Na década de 1990, a fama de Vasi aumentou por conta das contribuições de Paolo Coen no catálogo e Allan Ceen nos mapas. Atualmente, Giuseppe Vasi não é mais considerado um adversário vencido de Piranesi, mas um artista com sua própria personalidade e técnica. Embora longe de ser revolucionário, sua contribuição para a escola romana de gravação aplicada às "vedutas" foi importante.